# Allium ferganicum
Allium ferganicum — вид рослин з родини амарилісових (Amaryllidaceae); поширений в Таджикистані, Узбекистані й Киргизстані.

## Поширення
Поширений в Таджикистані, Узбекистані й Киргизстані.